# Caladenia carnea
Caladenia carnea é uma espécie de orquídea, família Orchidaceae, da Austrália, Tasmânia, Celebes (Sulawesi), Ilhas Antípodas, Ilha Chatham, Nova Caledônia, Papua-Nova Guiné e Nova Zelândia, onde cresce isolada, em grupos pequenos, ocasionalmente em touceiras, em charnecas, florestas de eucaliptos, e bosques. Apresentam calos com ápices grandes e globulares, os basais maiores e de cores diferentes dos distais. São plantas com uma única folha basal pubescente muito estreita e uma inflorescência rija, fina e pubescente, com até cinco flores pubescentes, com labelo trilobulado. Normalmente suas sépalas laterais e pétalas ficam todas dispostas para um mesmo lado como os dedos da mão. Esta é a espécie-tipo do gênero Caladênia.

## Publicação e sinônimos
- Caladenia carnea R.Br., Prodr. Fl. Nov. Holl.: 324 (1810).

Sinônimos homotípicos:
- Caladenia catenata f. carnea (R.Br.) N.Hallé, in Fl. Nouv.-Caléd. 8: 460 (1977).
- Petalochilus carneus (R.Br.) D.L.Jones & M.A.Clem., Orchadian 13: 406 (2001).

Sinônimos heterotípicos:
- Caladenia angustata Hook.f., Fl. Tasman. 2: 30 (1858), nom. illeg.
- Caladenia atkinsonii Rodway, Pap. & Proc. Roy. Soc. Tasmania 1922: 77 (1923).
- Caladenia carnea var. subulata Nicholls, Victorian Naturalist 62: 61 (1945).